# Armin van Buuren

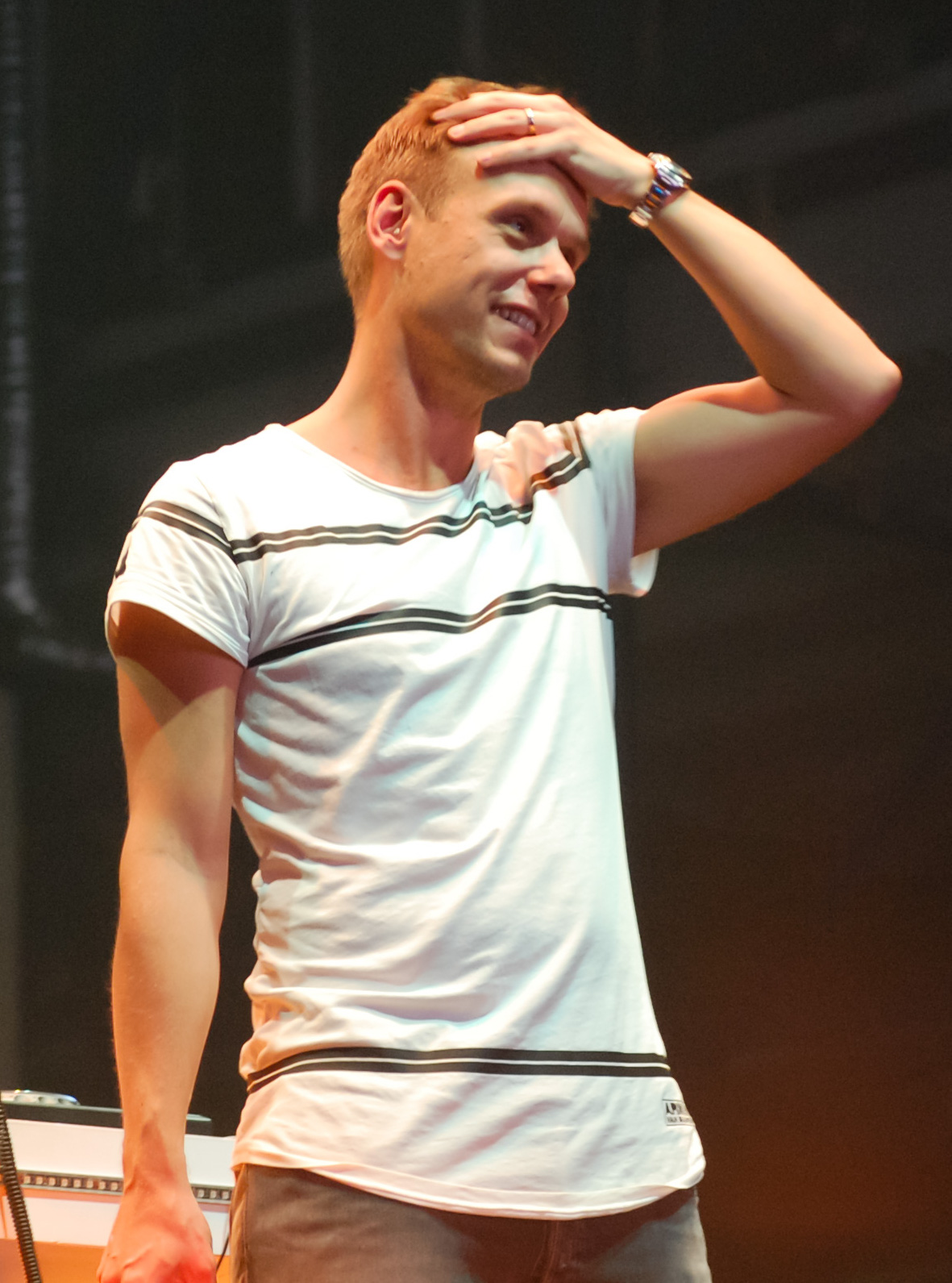
Armin van Buuren (2017)

Armin Jozef Jacobus Daniël van Buuren (auch abgekürzt als AvB oder AVB; * 25. Dezember 1976 in Leiden) ist ein niederländischer Trance-DJ und -Produzent. Aufgrund seiner Erfolge wird er als „King of Trance“ bezeichnet.

## Leben
Armin van Buuren wuchs in einer Musikerfamilie auf; sein Vater hatte einen Drang zu vielen verschiedenen Musikstilen, und sein jüngerer Bruder Eller van Buuren ist Gitarrist. Dadurch war Armin seit seiner Kindheit fasziniert von der Musik und gab sein Geld immer wieder für neue Schallplatten aus. Als er zehn Jahre alt war, gewann seine Mutter einen Computer, wodurch sein Interesse für eben jene Geräte immer größer wurde und er ein Gefühl für das Technische bekam. Seit er seinen Onkel beim Experimentieren mit Sequenzern am Computer beobachtet hatte, wollte auch Armin Musik produzieren. Im Alter von 14 Jahren kaufte er schließlich seinen ersten Sampler, nahm den Synthesizer seines Vaters und begann, Musik zu machen.
Er ist verheiratet und Vater einer Tochter und eines Sohnes.

### Tätigkeit als Produzent
Inspiriert durch die Musik von Jean-Michel Jarre und Ben Liebrand produzierte er elektronische Tanzmusik, und seit 1995 wurden zahlreiche Tracks auf unterschiedlichen Labels mit steigendem Erfolg veröffentlicht. Sein erster großer Erfolg war die Single Blue Fear, die 1997 erschien und eine Platzierung in den britischen Single-Charts erreichte. Zwei Jahre später übertraf er mit der Single Communication den Erfolg, indem er bis auf Platz 18 der britischen Charts vorrückte. Parallel steigerte er seine Bekanntheit durch die Produktion von Remixen von Titeln wie Single Minded People (The Sunclub, 1997) und Gouryella (Gouryella, 1999).
Im Jahr 2001 veröffentlichte van Buuren unter dem Pseudonym Perpetuous Dreamer mit Vocals von Elles de Graaf den Song The Sound of Goodbye. Dieser ermöglichte ihm einen Eintritt in die deutschen Single-Charts. Weiterhin erreichte er ein erstes Mal eine Platzierung in seiner Heimat. 2003 veröffentlichte er sein erstes Studio-Album 76. Mit der daraus ausgekoppelten Single Yet Another Day erschien ein zweiter Erfolg in den Niederlanden. Als dritte Single-Auskopplung veröffentlichte van Buuren die Single Burned With Desire, die sich in Großbritannien behaupten konnte. Eine Neuauflage von Blue Fear wurde als letzte Single aus seinem Debüt-Album veröffentlicht.
Bereits 1999 hatte van Buuren zusammen mit United Recordings das Label Armind gegründet. Durch den großen Erfolg gründete er 2003 zusammen mit Maykel Piron und David Lewis das unabhängige Label Armada Music, zu dem heute mehr als zwanzig Sublabel gehören. Über das Label ermöglichte er zahlreichen Trance-Produzenten den Sprung zum kommerziellen Erfolg, darunter Dash Berlin, W&W und Ørjan Nilsen. Alle drei Projekte gründeten zudem jeweils ein eigenes Imprint von Armada Music.
Im Juni 2005 erschienen Shivers sowie Serenity, die Hymne zur Sensation White 2005 in den Niederlanden. Letztere bescherte van Buuren mit Platz 11 in seiner Heimat seinen bis dato größten Erfolg. Beide erschienen als Vorab-Singles zu seinem gleichnamigen Studioalbum Shivers, das im August 2005 folgte. In den Folgejahren erschien eine ganze Reihe an Singles, von denen ein Großteil in die Single-Charts seiner Heimat vorrückte. Der Track Rush Hour wurde als Hymne der U-21-Fußball-Europameisterschaft 2007 verwendet.
Im Jahr 2008 erreichte er mit der Single In and Out of Love vom Album Imagine, die im Jahr 2015 vom belgischen DJ und Produzenten Lost Frequencies gemixt wurde, als erste seiner Singles die Top-10 in seiner Heimat. Imagine konnte bis auf Platz-eins der Album-Charts vorrücken. In den Vereinigten Staaten gelang ihm mit diesem erstmals eine Chartplatzierung. Das zwei Jahre später erschienene Album Mirage, das auch erstmals einen Charteintritt in Deutschland ermöglichte. Auf diesem waren Kollaborationen mit unter anderem Adam Young, Sophie Ellis-Bextor und Nadia Ali enthalten.
Am 29. April 2013 veröffentlichte er mit dem kanadischen Sänger Trevor Guthrie das Lied This Is What It Feels Like. Dieses stellte eine sehr Pop-lastige Produktion dar und entwickelte sich zu einem weltweiten Charterfolg. 2014 wurde es für den Grammy Award in der Kategorie „Best Dance Recording“ nominiert. Zudem wurde das Lied bei den Juno Awards 2014 als Best Dance Recording ausgezeichnet. Auch weitere Lieder des kurz darauf veröffentlichten Studioalbums Intense orientierten sich an jenem Stil. Das Album erreichte Platz zwei in den Niederlanden und als erstes Armin-van-Buuren-Album eine Top-20-Platzierung in Deutschland. Mit dem Track D# Fat, der in Zusammenarbeit mit dem auf „Armada“ aktiven DJ-Duo W&W entstand, veröffentlichte er einen Song, der die Schnittstelle zwischen Trance- und der wachsenden Big-Room-Schiene traf.
Im Folgejahr veröffentlichte er mit dem Lied Save My Night, dessen Haupttrack durch einen Remix vom niederländischen DJ-Duo Blasterjaxx dargestellt wird, sowie mit der Single Ping Pong, dessen Titelsong in Form eines Remix’ von Hardwell erschien, zwei Produktionen, die sich deutlich von seinem sonst sehr Trance-lastigen Stil entfernen. Viel mehr orientierten sie sich am zu der Zeit populärem Electro-House beziehungsweise Big-Room. Dieser Stilwechsel wurde durch erste Teaser seines kommenden Studioalbums verstärkt.
2015 wurde Embrace als sein sechstes Studioalbum veröffentlicht. Die musikalische Weiterentwicklung wurde hier erkennbar. Während er mit den vorherigen Alben hauptsächlich Trance veröffentlichte, erschien auf dem neuen Album EDM- und Electro-House-Musik. Dem Album vorangegangen war eine erste offizielle Kollaboration mit dem House-DJ Hardwell, die sich deutlich in den Bereich des Big-Room einordnen ließ. Die im Dezember 2015 erschienene Single If It Ain’t Dutch mit W&W führte diesen Stil fort.
2016 veröffentlichte van Buuren die EP Old Skool. Für diese nahm er Techno- und Trance-Klassiker neu auf. Die Remakes ließen sich in unterschiedliche Genres einordnen. Den erfolgreichsten Track stellte die Big-Room-Neuauflage des Liedes Dominator von Human Resource dar. Ende des Jahres 2016 erschien der Track Great Spirit. Dieser entstand in Zusammenarbeit mit den beiden Psytrance-Projekten Vini Vici und Highlight Tribe und entwickelte sich zu einem Festival-Hit, der zugleich den steigenden Hype um das Genre verstärkte.
Im Juli 2017 veröffentlichte er das, in Zusammenarbeit mit Sunnery James & Ryan Marciano entstandene Lied You Are. Dieses entsprach dem Stil seiner Big-Room-Produktionen aus den vorherigen Jahren.
2018 entwickelte sich sein zunächst nur als Spaß gedachtes Lied Blah Blah Blah zum Festivalhit und konnte in mehreren europäischen Ländern die Charts erreichen.

### Tätigkeit als DJ

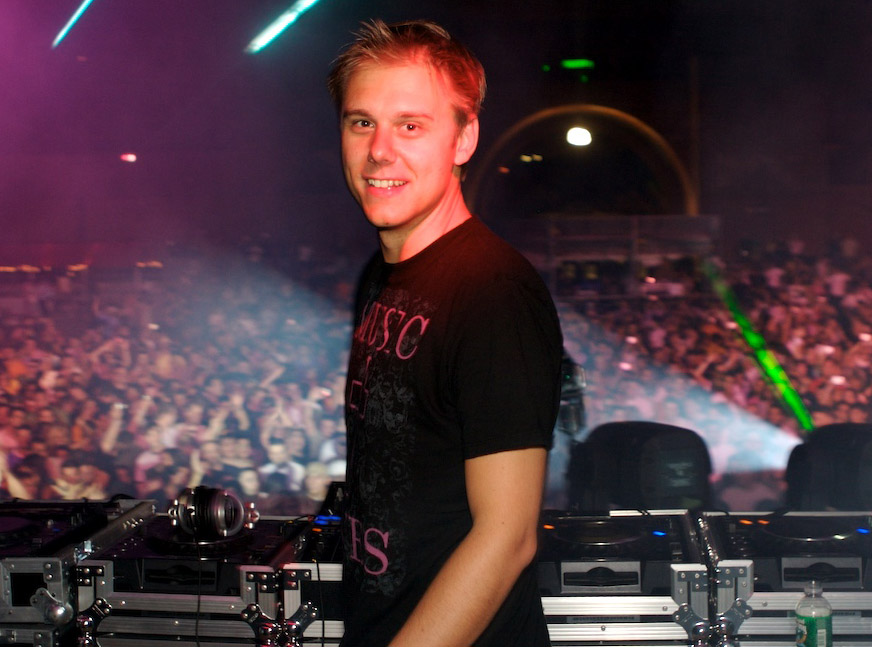
Armin van Buuren 2007 in New York

Armin van Buuren kam in den frühen 1990er Jahren durch das Radio in Kontakt mit der niederländischen Dance-Szene. Sein erstes Engagement als DJ hatte er in einem örtlichen Club mit dem Namen „Nexus“. Insbesondere seine Ferien nutzte der junge Nachwuchs-DJ exzessiv, um aufzulegen. Dabei waren Auftritte in der Länge von sechs bis sieben Stunden keine Seltenheit.
Im Jahre 1999 traf er Dave Lewis, der ihn als DJ nach England und in die USA brachte. Zwei Jahre später, 2001, wurde er auf den 27. Platz der DJ-Liste des Top 100 DJ Poll des britischen Magazins DJ Mag gewählt. Dies führte zu einer erheblichen Steigerung seiner Popularität. Van Buuren hat seither in über 25 Ländern aufgelegt und war auch auf Musikfestivals wie der renommierten Sensation, dem Trance Energy oder Nature One zu sehen. Regelmäßig ist er in bekannten Clubs wie dem Amnesia (Ibiza, Spanien) oder dem Gatecrasher (Sheffield, England) zu sehen.
Ende 2002 stellte er im Club Eau (Den Haag) mit der Zeit von 12,5 Stunden den nationalen Rekord für das längste Liveset auf.
Zwischen 2003 und 2005 erreichte er bei der renommierten Top 100 DJ Poll des britischen Magazins DJ Mag jeweils Platz 3; 2006 wurde er Zweiter, bevor er 2007 erstmals gewann. Seither hat van Buuren viermal in Folge den ersten Platz in dieser Abstimmung belegt; er ist der erste DJ, der dies geschafft hat. In der Online-Abstimmung 2011 wurde er von David Guetta von Platz 1 verdrängt, aber 2012 schaffte es der Niederländer, den ersten Platz wieder zurückzuerobern.
Am 19. April 2008 fand nach einjähriger Pause wieder eine „Armin Only“-Party in den Jaarbeurs-Hallen in Utrecht statt, zu der 16.000 Besucher kamen. Im Jahre 2010 wurde van Buuren mit der Gouden Harp ausgezeichnet. Diese Auszeichnung wird Künstlern und Interpreten verliehen, die einen besonderen Beitrag zur niederländischen Musik und Musikszene geliefert haben.
Anlässlich der Feierlichkeiten zur Inthronisation von König Willem-Alexander der Niederlande am 30. April 2013 gab er im Hafen von Amsterdam ein Konzert zusammen mit dem Königlichen Orchester. Der neue König unterbrach spontan seine Hafenrundfahrt und begrüßte den DJ und das Orchester persönlich auf der Bühne.
Im Rahmen seines 20-jährigen Jubiläums konnte er seinen bislang größten Erfolg mit „The Best of Armin Only“ in der ausverkauften Amsterdam ArenA am 12. Mai 2017 und 13. Mai 2017 mit insgesamt über 80.000 Besuchern feiern.

### Pseudonyme
Armin van Buuren hat unter diversen Pseudonymen gearbeitet, welche nachfolgend aufgelistet sind:
| - Armania - Armin - Darkstar - E=mc² | - Gimmick - Hyperdrive Inc. - Misteri A | - Perpetuous Dreamer - Problem Boy - Rising Star - The Shoeshine Factory |

Weiter wirkte van Buuren in verschiedenen Gemeinschaftsprojekten mit:
| - Alibi (zusammen mit Tiësto) - Electric Movement (zusammen mit M.I.K.E.) - Electrix (zusammen mit Floris Klinkert) - Gaia (zusammen mit Benno de Goeij) - Lilmotion (zusammen mit Dennis Verheugd und Sjaak Scheffer) - Major League (zusammen mit Tiësto) - II=I (zusammen mit Hardwell) | - Monsieur Basculant (zusammen mit Johan Cyber) - Red & White (zusammen mit Gert den Heijer) - Technology (zusammen mit Gert den Heijer) - Wodka Wasters (zusammen mit Olav Basoski) - DJ’s United (zusammen mit Paul Oakenfold und Paul van Dyk in einer Kooperation zugunsten der Opfer der Loveparade 2010) - Triple A (zusammen mit Alex M.O.R.P.H. und Ana Criado) |

## A State Of Trance
A State Of Trance (abgekürzt ASOT, englisch „Trancezustand“) ist der Titel einer wöchentlichen Radioshow, in der van Buuren die neuesten Tracks aus Trance und Progressive Trance in einem zweistündigen Set vorstellt.
Unter dem Namen A State Of Trance findet des Weiteren jährlich ein Musikevent statt und es erscheinen diverse Alben.

## Diskografie
Studioalben

| Jahr | Titel Musiklabel                       | Höchstplatzierung, Gesamtwochen, AuszeichnungChartplatzierungen (Jahr, Titel, Musiklabel, Platzierungen, Wochen, Auszeichnungen, Anmerkungen) | Höchstplatzierung, Gesamtwochen, AuszeichnungChartplatzierungen (Jahr, Titel, Musiklabel, Platzierungen, Wochen, Auszeichnungen, Anmerkungen) | Höchstplatzierung, Gesamtwochen, AuszeichnungChartplatzierungen (Jahr, Titel, Musiklabel, Platzierungen, Wochen, Auszeichnungen, Anmerkungen) | Höchstplatzierung, Gesamtwochen, AuszeichnungChartplatzierungen (Jahr, Titel, Musiklabel, Platzierungen, Wochen, Auszeichnungen, Anmerkungen) | Höchstplatzierung, Gesamtwochen, AuszeichnungChartplatzierungen (Jahr, Titel, Musiklabel, Platzierungen, Wochen, Auszeichnungen, Anmerkungen) | Höchstplatzierung, Gesamtwochen, AuszeichnungChartplatzierungen (Jahr, Titel, Musiklabel, Platzierungen, Wochen, Auszeichnungen, Anmerkungen) | Höchstplatzierung, Gesamtwochen, AuszeichnungChartplatzierungen (Jahr, Titel, Musiklabel, Platzierungen, Wochen, Auszeichnungen, Anmerkungen) | Anmerkungen                                                    |
| Jahr | Titel Musiklabel                       | DE | AT | CH | UK | US | Dance | NL | Anmerkungen                                                    |
| ---- | -------------------------------------- | --- | --- | --- | --- | --- | --- | --- | -------------------------------------------------------------- |
| 2003 | 76 United Recordings                   | — | — | — | — | — | — | NL38 (10 Wo.)NL | Erstveröffentlichung: 17. November 2006                        |
| 2005 | Shivers Armada Music                   | — | — | — | — | — | Dance10 (6 Wo.)Dance | NL23 (8 Wo.)NL | Erstveröffentlichung: 8. August 2005                           |
| 2008 | Imagine Armada Music                   | — | — | — | — | US157 (1 Wo.)US | Dance5 (9 Wo.)Dance | NL1 Gold · (25 Wo.)NL | Erstveröffentlichung: 8. August 2005                           |
| 2010 | Mirage Armada Music                    | DE37 (4 Wo.)DE | AT53 (1 Wo.)AT | — | — | — | Dance5 (6 Wo.)Dance | NL3 Gold · (31 Wo.)NL | Erstveröffentlichung: 19. September 2010                       |
| 2013 | Intense Armada Music, Kontor Records   | DE16 (3 Wo.)DE | AT20 (2 Wo.)AT | CH26 (4 Wo.)CH | UK37 (3 Wo.)UK | US65 (2 Wo.)US | Dance2 (9 Wo.)Dance | NL2 Gold · (76 Wo.)NL | Erstveröffentlichung: 3. Mai 2013                              |
| 2015 | Embrace Armada Music                   | DE73 (1 Wo.)DE | — | CH82 (1 Wo.)CH | — | — | Dance4 (2 Wo.)Dance | NL1 (34 Wo.)NL | Erstveröffentlichung: 29. Oktober 2015                         |
| 2019 | Moons of Jupiter Armada Music          | — | — | — | — | — | — | NL27 (1 Wo.)NL | Erstveröffentlichung: 5. Juli 2019 mit Benno de Goeij als Gaia |
| 2019 | Balance Armada Music                   | DE45 (1 Wo.)DE | AT70 (1 Wo.)AT | CH52 (1 Wo.)CH | — | — | Dance13 (1 Wo.)Dance | NL11 Gold · (9 Wo.)NL | Erstveröffentlichung: 25. Oktober 2019                         |
| 2021 | A State of Trance Forever Armada Music | DE64 (1 Wo.)DE | — | — | — | — | — | NL66 (1 Wo.)NL | Erstveröffentlichung: 3. September 2021                        |
| 2023 | Feel Again Armada Music                | DE77 (1 Wo.)DE | — | — | — | — | — | NL17 (1 Wo.)NL | Erstveröffentlichung: 31. März 2023                            |

## Auszeichnungen
Armin van Buuren konnte bereits fünf Mal den ersten Platz beim Ranking Top 100 DJs des DJ Magazines erreichen und insgesamt 14 DJ Awards für sich gewinnen. Er ist somit bei beiden Preisverleihungen der erfolgreichste Künstler in deren Geschichte.
DJ Mag Top 100 DJs
- 2001: 27. Platz
- 2002: 5. Platz
- 2003: 3. Platz
- 2004: 3. Platz
- 2005: 3. Platz
- 2006: 2. Platz
- 2007: 1. Platz
- 2008: 1. Platz
- 2009: 1. Platz
- 2010: 1. Platz
- 2011: 2. Platz
- 2012: 1. Platz
- 2013: 2. Platz
- 2014: 3. Platz
- 2015: 4. Platz
- 2016: 4. Platz
- 2017: 3. Platz
- 2018: 4. Platz
- 2019: 4. Platz
- 2020: 4. Platz
- 2021: 3. Platz
- 2022: 5. Platz

DJ Award
- 2008: Gewinner in der Kategorie Trance
- 2009: Gewinner in der Kategorie Trance
- 2009: Gewinner in der Kategorie International DJ
- 2010: Gewinner in der Kategorie Trance
- 2011: Gewinner in der Kategorie Trance
- 2011: Gewinner in der Kategorie International DJ
- 2012: Gewinner in der Kategorie Trance
- 2012: Gewinner in der Kategorie International DJ
- 2013: Gewinner in der Kategorie Trance
- 2013: Gewinner in der Kategorie International DJ
- 2014: Gewinner in der Kategorie Trance
- 2015: Gewinner in der Kategorie Trance
- 2016: Gewinner in der Kategorie Trance
- 2017: Gewinner in der Kategorie Trance